# Thomas Alfred Jones
Thomas Alfred Jones, CV (25 de dezembro de 1880 - 30 de janeiro de 1956), também conhecido como 'Todger' Jones, foi um inglês que recebeu a Cruz Vitória, o maior prêmio por bravura diante do inimigo concedido aos forças britânicos e à Commonwealth. Há uma estátua de Jones no Runcorn War Memorial.

## Biografia

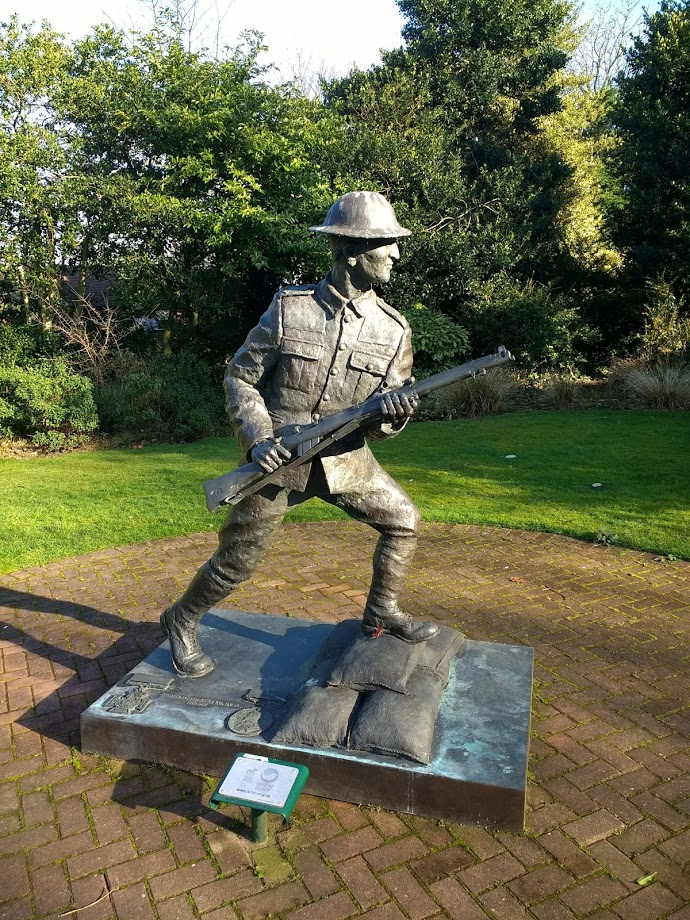
Thomas Alfred Jones

Jones nasceu em Runcorn, Cheshire, no dia 25 Dezembro (dia de Natal) de 1880. Ele era soldado raso no 1º Batalhão, Regimento de Cheshire, Exército Britânico durante a Primeira Guerra Mundial. Ele era carinhosamente conhecido localmente como 'Todger' Jones.
Ele tinha 35 anos quando, em 25 de setembro de 1916, durante a Batalha de Morval, Jones realizou um ato de bravura pelo qual foi condecorado com a Victoria Cross. Ele estava com sua companhia cobrindo o avanço em frente a uma aldeia, quando notou um atirador inimigo 200 jardas (183 m) longe. Ele deixou sua trincheira sozinho e cruzou a terra de ninguém sem cobrir o fogo. Embora uma bala tenha atravessado seu capacete e outra seu casaco, ele respondeu ao tiro do atirador e o matou. Perto da trincheira inimiga, ele viu mais dois alemães atirando nele enquanto exibiam simultaneamente uma bandeira branca. Jones atirou nos dois. Ao chegar à trincheira inimiga, ele encontrou vários abrigos ocupados e desarmou sozinho 102 Alemães. Três ou quatro eram oficiais, e toda a trincheira foi tomada por Jones e seus camaradas.
Jones está enterrado no Cemitério Runcorn e seu grupo de medalhas Victoria Cross está exibido no Museu Militar de Cheshire, em Chester.

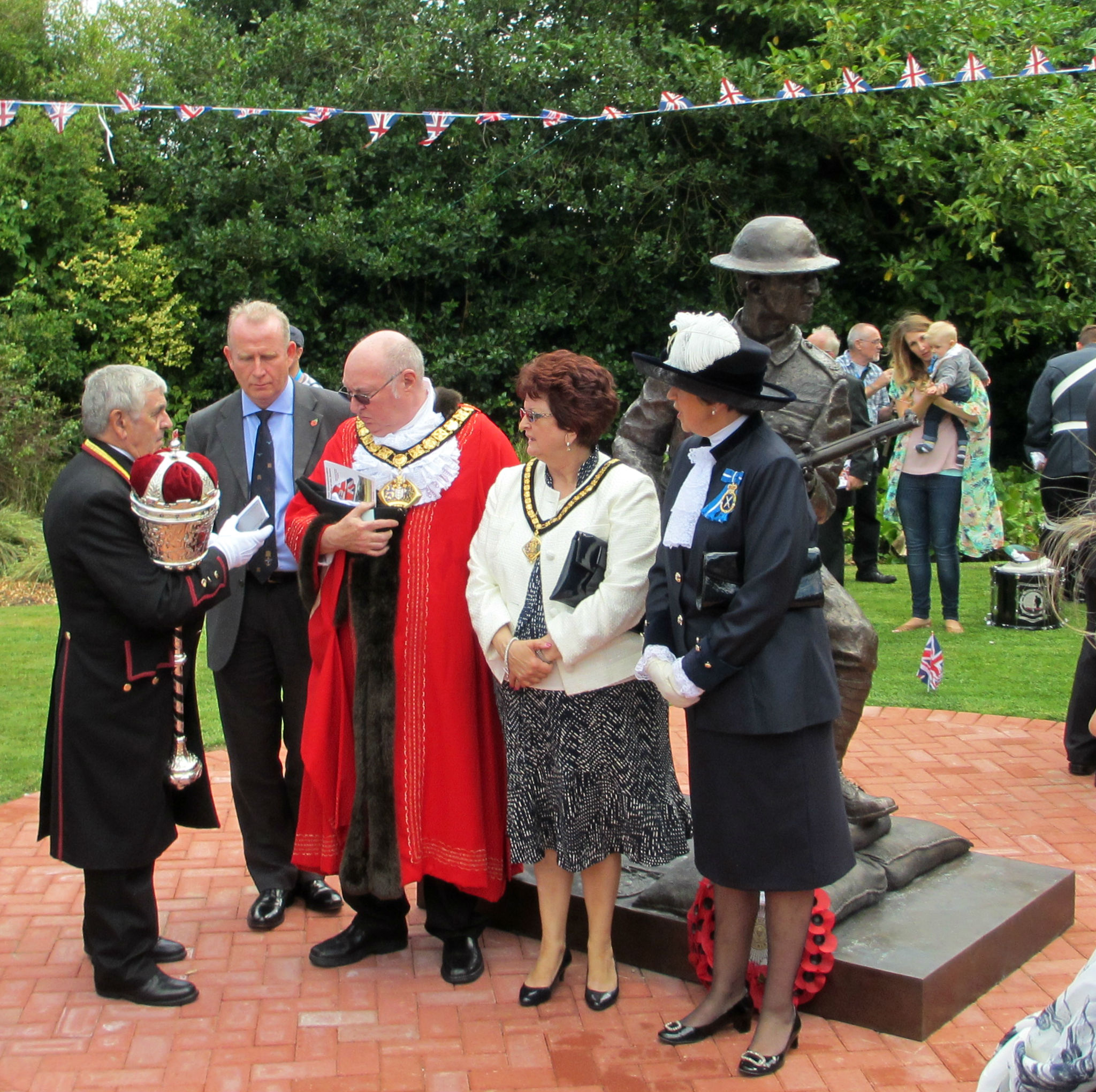
Dignitários em frente à estátua após sua inauguração

Em 3 de agosto de 2014, uma estátua de Jones foi inaugurada no Memorial Garden, Runcorn. Após uma cerimônia em frente ao Memorial de Guerra em frente ao jardim, a estátua foi inaugurada por quatro veteranos e militares da ativa. É em bronze, e foi criada pelo escultor escocês David Annand.

## Honras
O direito total à medalha de Thomas Jones era o seguinte.
| Fita   | Descrição                                  | Notas                                                                    |
| </img> | Victoria Cross (VC)                        | - 26 de outubro de 1916.                                                 |
| </img> | Medalha de Conduta Distinta (DCM)          |                                                                          |
| </img> | Estrela de 1914–15                         |                                                                          |
| </img> | Medalha de Guerra Britânica                |                                                                          |
| </img> | Estrela de 1914–15                         |                                                                          |
| </img> | Medalha de Defesa                          |                                                                          |
| </img> | Medalha da Coroação do Rei George VI       | - 12 de maio de 1937. - Qualificado como beneficiário da Victoria Cross. |
| </img> | Medalha de Coroação da Rainha Elizabeth II | - 2 de junho de 1953. - Qualificado como beneficiário da Victoria Cross. |
| </img> | Medalha de Eficiência da Força Territorial | - 1912.                                                                  |